# No Way Jose
Levis Valenzuela Jr. (* 30. Mai 1988 in Durham, North Carolina, USA) ist ein US-amerikanischer Wrestler. Von 2015 bis 2020 stand er bei World Wrestling Entertainment (WWE) unter dem Ringnamen No Way Jose unter Vertrag.

## Wrestlingkarriere

### Independent-Ligen (2013–2015)
Valenzuela debütierte am 17. Mai 2013 bei der Carolina Wrestling Federation (CWF) Mid-Atlantic als Manny Garcia in einem Match gegen Ric Converse. Am 3. Mai 2014 besiegte er Mark James und gewann die CWF Mid-Atlantic Television Championship. Am 6. Dezember 2014 verlor er den Titel an Chris Lea. Am 27. Dezember 2014 eroberte Manny den Titel erneut, verlor ihn allerdings am 21. März 2015 in einem Fatal 4 Way Match an Chet Sterling. Neben CWF Mid-Atlantic trat Garcia auch für andere Independent-Ligen auf, darunter Fire Star Pro Wrestling und OMEGA Championship Wrestling.

### WWE (2015–2020)

#### NXT (2015–2018)
Im April 2015 wurde berichtet, dass Valenzuela einen Vertrag mit WWE unterzeichnet hat. Am 10. April 2015 wurde Valenzuela als eine von 11 Neuverpflichtungen für die Ausbildung im WWE Performance Center angekündigt. Valenzuela, der zunächst unter seinem richtigen Namen kämpfte, hatte seinen ersten Auftritt bei NXT als Verstärkungstalent. In einem Tag Team-Match mit Elias Samson verlor er gegen American Alpha (Jason Jordan & Chad Gable). Valenzuela trat dann für den Rest des Jahres 2015 und Anfang 2016 regelmäßig in NXT-Houseshows auf.
Im April 2016 starteten Vignetten für das offizielle TV-Debüt von Valenzuela, der jetzt als tanzfreudiger No Way Jose angekündigt wurde. Seinen ersten offiziellen Auftritt als No Way Jose gab er am 20. April 2016 in einem Match gegen Alexander Wolfe. In der NXT-Folge vom 22. Juni unterbrach Jose Austin Aries während seines Interviews hinter den Kulissen und sagte, dass Aries nach seiner Niederlage bei NXT TakeOver: The End doch positiver sein sollte. Später in dieser Folge besiegte Jose Josh Woods. Aries kam ebenfalls in den Ring und tanzte schließlich mit Jose, doch dann griff er Jose überraschend an. Einige Wochen später griff Jose Aries nach seinem Match in der NXT-Folge vom 20. Juli an, was schließlich in einem Match bei NXT TakeOver: Brooklyn II resultierte. Diese Begegnung konnte Aries gewinnen, was das Ende ihrer Fehde bedeutete.
In Folge trat Jose mit Eric Young und dem SAnitY-Stable in eine Fehde, als er sie zur Rede stellte, nachdem sie ein Match zwischen Rich Swann und Kona Reeves unterbrochen hatten. Dies führte zu einem Angriff auf Jose. In der NXT-Folge vom 30. November verlor Jose ein Match gegen Eric Young, in der nächsten NXT Episode vom 7. Dezember verloren Jose und Rich Swann ein Tag Team-Match gegen Eric Young und Alexander Wolfe. Trotz dieser Niederlagen fehdete Jose weiterhin mit SAnitY und bildete kurzzeitig ein dreier Tag Team mit Tye Dillinger und Roderick Strong. Er sollte gemeinsam mit Dillinger, Strong und Ruby Riott bei NXT TakeOver: Orlando gegen SanitY antreten, wurde aber zuvor von diesen angegriffen. Daraufhin wurde er von Kassius Ohno im Match ersetzt, das SAnitY gewann.

### Raw (2018–heute)
In der ersten Folge von Raw nach WWE WrestleMania 34 am 9. April 2018 erfolgte das Main Roster-Debüt von No Way Jose, in dem er das lokale Talent John Skyler in einem Squash-Match besiegen konnte. Danach begann er eine Fehde mit Baron Corbin, den er am 30. April überraschend besiegen konnte, nachdem Titus O’Neil in das Match eingegriffen hatte. In einem Triple-Threat-Match zwischen ihm, Corbin und Bobby Roode in der Raw-Episode vom 14. Mai 2018 konnte er sich nicht für das Ladder-Match für den Money In The Bank-Koffer qualifizieren. Er begann jedoch eine Fehde mit Mojo Rawley, die Jose jedoch mit mehreren Niederlagen verlor. Im Anschluss daran hatte Jose nur noch sporadische Auftritte bei Raw und wurde hauptsächlich bei WWE Main Event eingesetzt.
Am 27. Januar 2019 nahm er am Royal Rumble-Match teil, wurde aber bereits nach 2 Sekunden von Samoa Joe eliminiert. Seinen letzten TV-Auftritt für die WWE hatte er am 13. April 2020 bei Raw, als er von Bobby Lashley besiegt wurde. Am 15. April 2020 wurde er, zusammen mit zahlreichen weiteren Personen, im Rahmen von Einsparungen aufgrund der Covid-19-Pandemie von der WWE entlassen.

## Sonstiges
Valenzuela machte sein WWE Videospiel Debüt in WWE 2K18 und war auch in WWE 2K19 und WWE 2K20 als Charakter spielbar.
Er studierte an der University of North Carolina at Charlotte (UNC) und erreichte einen Bachelor-Abschluss in Criminal Justice.

## Wrestlingerfolge

### CWF Mid-Atlantic
- CWF Mid-Atlantic Television Championship (2×)

### Fire Star Pro Wrestling
- FSPW South Eastern Championship (1×)

### Pro Wrestling Illustrated
- Platz 200 von 500 Wrestlern in PWI 500 (2018)